# Lista över Rwandas kungar
Detta är en lista över Kungariket Rwanda kungar.
Det finns också tidigare regentlängder, men enda bevisen för att Rwandas tidiga kungar (Mwami, singular Aba) har funnits är muntliga traditioner. De tillhör en klan som heter Abanyiginya.[källa behövs]
Kung Mutara III avled i samband med en rutininjektion 1959 strax innan han skulle besöka FN och förorda att "Rwanda skulle bli en suverän stat med bibehållen monarki". Genom ett avtal med Belgien fick de utse en ny kung, vilket blev halvbrodern som då blev kung Kigeli (Kigeri) V Ndahindurwa. Belgien förbjöd 1961 kungen att återvända till Rwanda och han har därefter levt i exil.
| Namn        | Ämbetsperiod                                                   |
| ----------- | -------------------------------------------------------------- |
| Mutara II   | – 1853                                                         |
| Kigeri IV   | 1853 – 1895                                                    |
| Mibambwe IV | 1895 – november 1896                                           |
| Yuhi V      | november 1896 – 12 november 1931                               |
| Mutara III  | 12 november 1931 – 25 juli 1959                                |
| Kigeri V    | 25 juli 1959 – 28 januari 1961 (Kung i exil fram till sin död) |
| Yuhi VI     | Januari 2017 – (Kung i exil)                                   |